# ユユカナ -under the Starlight-
『ユユカナ -under the Starlight-』は、NanaWindより2011年9月22日に発売されたPC用18禁恋愛アドベンチャーゲームである。一般向けAndroid/iOSアプリ版、Mobage版、GREE版も公開されている。

## 概要
風光明媚なリゾートの島を舞台に、主人公とヒロイン達の「悠久の約束」や不思議が絡む学園ラブコメディである。
NanaWindのブランドデビュー作。もともと葉月サイとMithaは個人サークルで同人作品『七ヶ音学園』などの制作に関わっていたが、現在の社長に声をかけられ、商業ブランドを設立した。デビュー作はライトな作品にしたいという社内の方針から、作中の季節は爽やかな夏、ヒロインの服装はセーラー服となった。タイトルの「ユユカナ」は葉月の造語で、開発当初から「ゆ」で始まる言葉を考えていたが思い浮かばず、シナリオ制作を進める内に「遊々月神社」や「遊々叶の儀」（「遊々」＋「叶える」）などの設定が生まれ、そこからタイトルが決定した。

## 発売・公開履歴
| 発売・公開日  | 種別                             | 提供元     |
| ------------- | -------------------------------- | ---------- |
| 2011年9月22日 | PC版                             | NanaWind   |
| 2012年11月7日 | Androidアプリ版                  | 萌えAPP    |
| 2013年2月19日 | Mobage版（スマートフォン用）     | モバリアル |
| 2013年2月27日 | Mobage版（フィーチャーフォン用） | モバリアル |
| 2013年3月8日  | GREE版                           | モバリアル |
| 2013年3月28日 | iOSアプリ版                      | 萌えAPP    |

## ストーリー
（出典：）
天ヶ見明斗は6月半ばのある日、ふと迷い込んだ神社の奥で水浴びする美少女に遭遇。翌日、その美少女・あこがクラスへ転入してきて、いきなり抱きつかれてしまう。それをきっかけに平凡な生活が一変し、隣家の幼馴染み・ほのか、食事作りに通うお嬢様・理沙などと共に、ドタバタの日々に巻き込まれていく。

## 登場人物
（出典：）

### 主人公
天ヶ見 明斗（あまがみ あきと）
身長175cm 体重59kg
本作品の主人公。碧日（あおひ）学園2年D組。両親が転勤したため、学園入学時から自宅で一人暮らし。料理や家事などは苦手で、理沙に頼んでいろいろ世話してもらっている。成績そこそこ・性格中庸の平凡な人物だが、周囲に賑やかなキャラが多いためツッコミ役になることが多く、いざという時にはそれなりに頼られている。
あこの転入をきっかけに、ほのか・理沙・あこの3人が張り合う中心となり、ドタバタな毎日を送っている。

### ヒロイン
高咲 ほのか（たかさき ほのか）
声：真中海
12月12日生まれ 射手座 / T155 W45 / 好物：ケフィーアウォーター
学園2年D組。天ヶ見家の隣に住み、明斗とは幼い頃から家族ぐるみの付き合い。部屋が向かい合わせなので、時々窓越しに話すこともある。学園では猫を被り、完璧な生徒会長として学生達に慕われている。しかし親しい友達の前では大ざっぱな地に戻り、特に明斗に対してはなかなか素直になれず憎まれ口ばかり叩いている。
姫園 理沙（ひめぞの りさ）
声：岩泉まい
8月24日 乙女座 / T159 W48 / 好物：りんご
学園2年A組。姫園グループ総帥・大海を父に持つお嬢様だが、それを鼻にかけず奥ゆかしい優等生。いつもはおっとりおしとやかだが、いざ何か起きると慌ててパニックしてしまう。明斗に頼まれ、1年前から天ヶ見家へ通って食事作りや掃除などを担っている。
遊々月 あこ（ゆゆづき あこ）
声：まきいづみ
10月7日 天秤座 / T152 W44 / 好物：お米
学園2年D組の転入生。転入直後にいきなり「会いに来たよ！」と明斗に抱きつき、その後も明斗を慕って“すりすり”してくる。天然マイペースで世間知らず。長い黒髪とかわいい顔立ちで学園の人気者だが、ほのかや理沙とは明斗を巡って対立している。住処の遊々月神社では巫女を務め、いざという時はお札を使った神通力を操る。
楠 久々寝（くすのき くくね）
声：楠鈴音
2月13日 水瓶座 / T147 W43 / 好物：読書、するめ
学園1年B組。響の妹。周囲からは「くーちゃん」と呼ばれている（本人の希望）。クールで口数が少なく、儚げで病弱な体質だが、意外に芯は強い。本が好きで、よく図書室で読書するか図書委員の仕事に勤しんでいる。ノートに自作の物語を書いており、いつか本にしたいと願っている。

### サブキャラクター（碧日学園）
現司 慶太（げんじ けいた）
声：マーガリン天狗
5月5日 牡牛座 / T176 W61 / 好物：家訓、ネタ、可愛いギャル
学園2年D組。明斗の親友でクラスメイト。イケメンでノリがいいが、ナンパなお調子者。
楠 響（くすのき ひびき）
声：鷹月さくら
6月17日 / T147 W45 / 好物：スクープ
学園2年F組。久々寝の姉で妹思い。新聞部に所属する情報通で、いつも学園中を回ってネタ集め＆吹聴に余念が無い。
結城 駒（ゆうき こま）
声：松田理沙
3月17日 魚座 / T148 W46 / 好物：生徒会長
学園1年B組。生徒会書記。会長のほのかに憧れて、入学早々に生徒会へ入った。
瀬能 透子（せのう とうこ）
声：高井戸雫
8月3日 獅子座 / T168 W50 / 好物：少女漫画
学園3年A組。生徒会議長。クールに生徒会をまとめ、ほのかにも相談役として頼られている。
西句 誠司（にしく せいじ）
声：あさぎ夕
1月6日 山羊座 / T165 W55 / 好物：お祭り騒ぎ、マドモアゼル
学園2年E組。生徒会会計。スマイルと歯の浮くセリフを女の子に振りまくフェミニスト。
木野山 隆一（きのやま りゅういち）
声：弁辺部勉
11月9日 蠍座 / T179 W58 / 好物：そば茶、月見そば
学園3年C組。生徒会副会長。理屈っぽい堅物で、会長のほのかと対立している。
三木原（みきはら）
声：青葉りんご
7月9日 蟹座 / T150 W46 / 好物：名百景（中でも滝）
学園の新任教師で、2年D組の担任。就職前は都心でギャル学生を謳歌していたらしい。学生達には「ミッキイ」と呼ばれて親しまれている。

### サブキャラクター（その他）
夜宵（やよい）
声：如月葵
好物：えびせん
遊々月神社の宮司で、あこの保護者。年齢・出身は不詳。長い黒髪の美人で、古風な口調でしゃべる。
いづみ
声：大波こなみ
4月6日 牡羊座 / T145 W42 / 好物：ガーデニング、合気道
姫園家のメイド。理沙の身の回りの世話をしている。
姫園 大海（ひめぞの おうみ）
声：弁辺部勉
T178 W70
理沙の父。碧島リゾート開発により一代で財を成した姫園グループの総帥。

## 作品舞台
（出典：）
碧島（あおしま）
本作品の主舞台の島。東京から1時間余りの南方にあり、本土側の六都市とは道路・鉄道併用の碧島大橋で結ばれている。島の東部の碧日地区はリゾートとして開発され、多くの観光客で賑わう。一方、西部の碧影地区は古くからの漁村の佇まいが残る。
六都市（ろくとし）
碧島と橋で結ばれている街。高層ビルが建ち並ぶ都会で、明斗達も学校帰りや休日に買い物や遊びに繰り出している。
私立碧日（あおひ）学園
明斗達が通う学園で、小・中学校も併設されている。校風は自由で、遊んでばかりいる学生も多い。
遊々月（ゆゆづき）神社
六都市のビル街に囲まれた神社。木々がうっそうと生い茂り、都会の癒し空間となっている。「困った者の前に現れる」「何でも願いを叶えてくれる」などの都市伝説がある。宮司の夜宵、巫女を務めるあこが暮らしている。

## 主題歌
オープニングテーマ「約束」
歌：Rita / 作詞：真里歌 / 作曲：不知火つばさ  / 制作：Angel Note
※ベストコレクションアルバム『"Venus Voice" - Angel Note Best Collection Volume IX -』（Angel Note）に収録。

## 制作スタッフ
- 企画：葉月サイ
- シナリオ：葉月サイ、池田コント、樹多裕一、shuno
- キャラクターデザイン・原画：Mitha
- 音楽：TGZ SOUNDs、Angel Note
- 背景：吉田誠治

## 関連商品
ユユカナ -under the Starlight- ビジュアルファンブック
2012年2月27日発売 / 発行：マックス / ISBN 978-4-86379-145-9
キャラクター・イベント紹介、作品舞台紹介、版権イラスト、書き下ろしショートストーリー、4コマ漫画、スタッフインタビューなどを収録。